# Baker-St. John House
Baker St. John House là một ngôi nhà mang tính lịch sử nằm gần Abingdon, Quận Washington, Virginia. Ngôi nhà được xây dựng vào khoảng năm 1866 và là một ngôi nhà khung 1/2 tầng, với các yếu tố kiến trúc Italianate và Hy Lạp Phục hưng. Ngôi nhà nằm trên một nền đá vôi và có một mái nhà chéo. Ngôi nhà này có các giá đỡ được ghép nối dọc theo đường phào chỉ của ngôi nhà, các giá treo trang trí trên mái hiên và một cửa sổ lồi mở rộng.
Ngôi nhà này đã được liệt kê trong Sổ đăng ký Quốc gia về Địa điểm Lịch sử vào năm 2011.